# Маков'я (Вигоницький район)
Маков'я (рос. Маковье) — присілок в Вигоницькому районі Брянської області Російської Федерації.
Населення становить 28 осіб. Входить до складу муніципального утворення Орменське сільське поселення.

## Історія
Від 2005 року входить до складу муніципального утворення Орменське сільське поселення.

## Населення
| 2010 | 2013 |
| ---- | ---- |
| 35   | ↘28  |